# Pedro Cantor
Pedro Cantor (em latim: Petrus Cantor; m. 1197) foi um teólogo francês. Educado em Reims, mudou-se depois para Paris, onde, em 1183, tornou-se cantor (daí o seu nome) em Notre-Dame. Em 1196, foi eleito deão em Reims, mas morreu, no ano seguinte, na Abadia de Longpont em algum momento depois de 29 de janeiro.
Em suas obras, de viés escolástico, Pedro comentou sobre o Antigo e o Novo Testamento. Além disso, escreveu uma obra sobre o sacramento da penitência.
O medievalista Jacques Le Goff citou Cantor quando tentava determinar o "nascimento do purgatório" no século XII, citando que ele utilizou o termo purgatorium como substantivo em 1170.